# Hotel Mercure Gdańsk Stare Miasto
Hotel Mercure Gdańsk Stare Miasto, dawniej  Hotel Hevelius Gdańsk i Hotel Heweliusz – najwyższy hotel w Gdańsku. Właścicielem budynku jest firma Orbis Grupa Hotelowa. Wieżowiec położony jest na Starym Mieście. Z jego okien rozciąga się widok na starą zabudowę historycznego Gdańska oraz Zatokę Gdańską. Sam budynek widoczny jest ze Starego Miasta, terenów stoczniowych i Fortów. Siedemnastopiętrowy hotel posiada 281 pokoi (78 jednoosobowych, 197 dwuosobowych i sześć apartamentów).

## Historia
Podczas wydarzeń w Stoczni Gdańskiej, w latach 80. XX wieku, hotel gościł przedstawicieli zagranicznych mediów, którzy relacjonowali poczynania stoczniowców.
Obiekt przeszedł modernizację elewacji. Pierwotna żółta została wymieniona na srebrno-stalową. 
W okresie międzywojennym istniał też inny hotel o tej samej nazwie - Hevelius przy ul. Pfefferstadt 53 (obecnie Korzennej).

## Odniesienia w kulturze
W serialu „Znaki szczególne” w reżyserii Romana Załuskiego, powstający dopiero wysokościowiec zagrał przyszłe mieszkanie inżyniera Zawady.